# Frontenac, Lot
Frontenac är en kommun i departementet Lot i regionen Occitanien i södra Frankrike. Kommunen ligger i kantonen Cajarc som tillhör arrondissementet Figeac. År 2022 hade Frontenac 70 invånare.

## Befolkningsutveckling
Antalet invånare i kommunen Frontenac
| Referens: INSEE |